# 硫黃村
22°35′N 120°34′E / 22.583°N 120.567°E
硫黃村是中華民國臺灣省屏東縣萬巒鄉轄下的行政區，位於屏東縣中部，是以客家居民為主之客家聚落。面積約為625.53m2，轄區人口有約590人，較著名之景點為萬巒彩繪吊橋。

## 地理
硫黃村的北邊是泗溝村，南邊是萬巒村、萬全村，東邊是佳和村，西邊隔著東港溪是內埔鄉、和興村、美和村。

## 歷史
硫磺崎庄與三溝水、四溝水於大正九年（1920年）後，同為「四溝水」大字。台灣由中華民國接管後，「硫磺崎庄」與「三溝水」合併成一村，稱為「硫黃村」。

## 教育
硫黃村所處之中小學學區學校：
小學：萬巒國小（與萬全村、萬和村、萬巒村、鹿寮村相同）
中學：萬巒國中（與萬巒村、萬全村、萬和村、鹿寮村、硫黃村、泗溝村、五溝村、成德村、佳佐村、佳和村、新厝村、新置村、赤山村、萬金村相同）

## 文化資源

### 硫黃村硫磺崎開基福德祠
從清代開始供奉，早期稱為石頭伯公，在民國64年（西元1975年），由當地居民集資建祠。

### 六堆文化-先鋒堆
康熙六十年（西元1721年）朱一貴事件時，下淡水（現今之高屏溪）東岸的客家人，爲保護家園而成立的團體，後來各地推舉出領導者及總領導者，並冠上前堆、後堆、中堆、左堆、右堆、先鋒堆的名稱。而硫黃村所處的萬巒鄉，即為當時的「先鋒堆」。

## 景點

### 萬巒鄉腳踏車道
車道全長6公里，以民和路豬腳街為起點，硫黃村段為終點。該河段沿岸經生態工法整治，除了沿途河岸景觀外，也約有40多種水鳥於此棲息。